# سلطان قادرات
سلطان قادرات هي مقاطعة في الفلبين، تتبع Soccsksargen ‏، بلغ عدد سكانها 747٬087 نسمة، في 2010، عاصمتها Isulan ‏، تبلغ مساحتها 5٬298٫34 كيلومتر مربع، رمزها البريدي هو 9800–9811.

## الموقع
تشترك في الحدود مع:
- سارانغاني
- ماغوييندانايو
- جنوب كوتاباتو.

## التقسيمات الإدارية
- تاكورونج
- Bagumbayan, Sultan Kudarat [الإنجليزية]‏
- كولومبيو
- Esperanza, Sultan Kudarat [الإنجليزية]‏
- Isulan [الإنجليزية]‏
- Kalamansig [الإنجليزية]‏
- Lambayong [الإنجليزية]‏
- Lebak, Sultan Kudarat [الإنجليزية]‏
- Lutayan [الإنجليزية]‏
- Palimbang [الإنجليزية]‏
- President Quirino, Sultan Kudarat [الإنجليزية]‏
- Senator Ninoy Aquino, Sultan Kudarat [الإنجليزية]‏.